# Pelosia flavescens
Pelosia flavescens är en fjärilsart som beskrevs av Barend J. Lempke 1961. Pelosia flavescens ingår i släktet Pelosia och familjen björnspinnare. Inga underarter finns listade i Catalogue of Life.